# 伦宁根 (埃斯林根县)
伦宁根（德語：Lenningen，發音：[ˈlɛnɪŋən]）是德国巴登-符腾堡州埃斯林根县的市镇，总面积41.44平方千米，2023年12月31日总人口为8,225人。